# Informático teórico

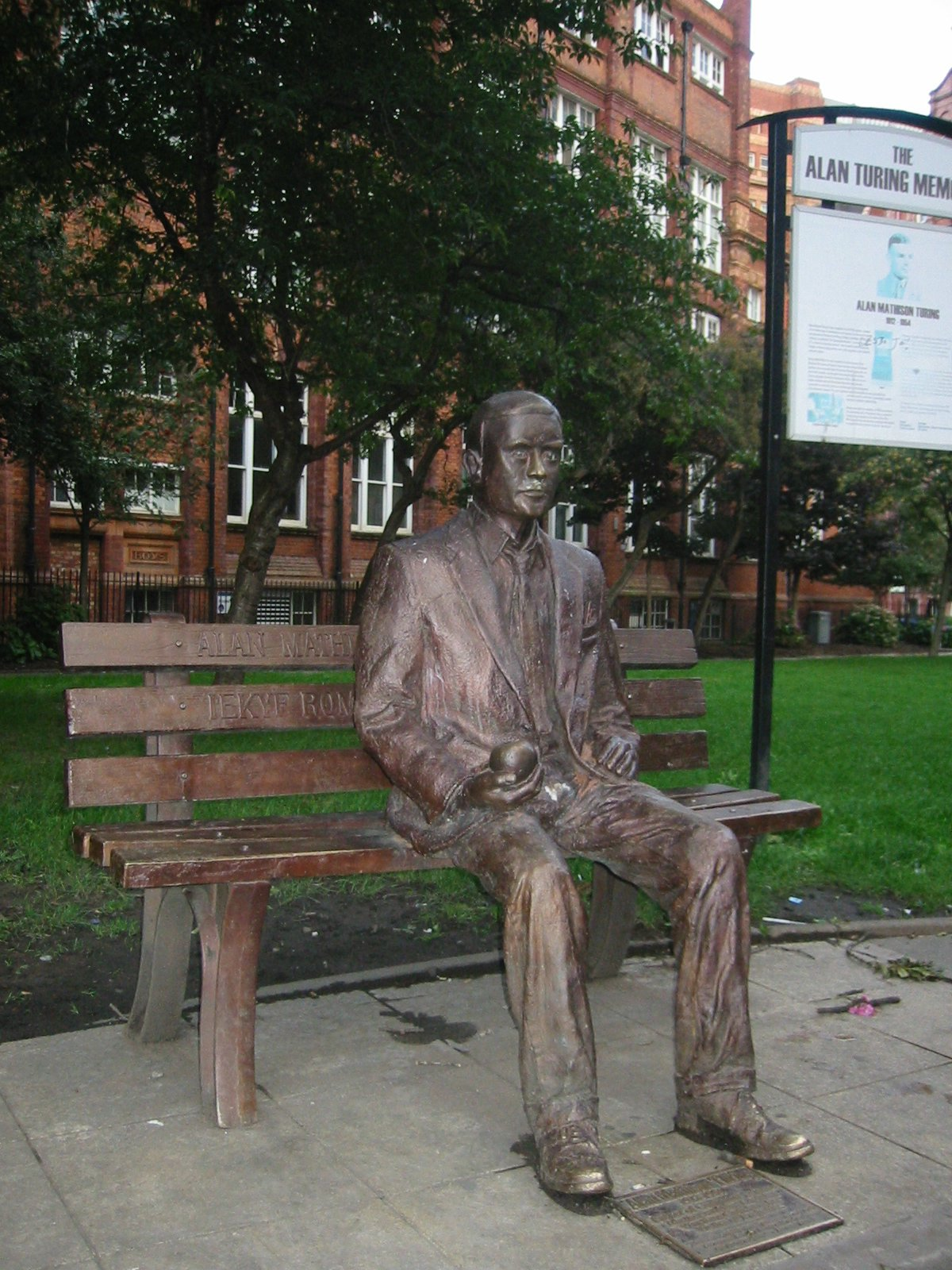
Estatua de Alan Turing, uno de los científicos de la computación más reconocidos en la historia de las ciencias de la computación.

Un científico de la computación es una persona con conocimientos adquiridos en ciencias de la computación, especializado en el estudio de los fundamentos teóricos de la información y la computación además de su aplicación.
Los científicos de la computación suelen trabajar en el lado teórico de los sistemas informáticos, a diferencia del lado del hardware en el que se centran principalmente los ingenieros en computación.
Un objetivo principal de los científicos de la computación es desarrollar o validar modelos, a menudo matemáticos, para describir las propiedades de los sistemas basados en computadora con el objetivo general de descubrir diseños que producen beneficios útiles.
El científico de la computación no solo se interesa en la «verificabilidad» de sus resultados, como suele ser el caso en las matemáticas puras, sino que también se preocupa por el diseño y «eficiencia» de estos. Es por ello que su trabajo se enmarca en un enfoque de investigación teórico-práctico.
El premio más prestigioso que se le puede otorgar a un informático teórico en su área, es el Premio Turing, otorgado por la Association for Computing Machinery. Entre 2007 y 2013, estuvo acompañado por un apoyo económico de 250 000 dólares, financiado por las empresas Intel y Google. Y desde 2014, el monto ascendió a 1 000 000 USD, con el apoyo de Google.

## Historia
Durante los últimos años de 1950, la terminología en el campo de la computación fue discutida en la publicación científica Communications of the ACM y un gran número de términos para los practicantes de esta área del conocimiento fueron sugeridos: «turingeniero», «turólogo», «hombre de los diagramas de flujo», «matemático meta-aplicado», «epistemólogo aplicado», «hypólogo» y «computólogo». El término «científico de la computación» (computer scientist) fue adoptado en Estados Unidos, mientras que «computólogo» es frecuentemente usado en Latinoamérica e «informático teórico» en España. Debido al amplio desarrollo de las ciencias de la computación en los Estados Unidos y Reino Unido, el término «científico de la computación» suele ser el más utilizado.

## Campo laboral
Un científico de la computación suele ser contratado por empresas editoras de software en distintas áreas tales como el análisis y diseño de algoritmos, ingeniería de software, teoría de la información, teoría de bases de datos, complejidad computacional, interacción hombre-máquina, programación (a un alto nivel), teoría de lenguajes de programación, gráficos por computadora, visión artificial e inteligencia artificial. Así como en investigación científica y organizaciones de desarrollo de software donde se desarrollan las teorías que permiten que las nuevas tecnologías que se desarrollen. Los científicos de la computación también son empleados por las instituciones educativas como las universidades. La Association for Computing Machinery identifica cuatro áreas laborales que los científicos de la computación:
- Diseño e implementación de software
- Elaboración de nuevas formas de utilizar las computadoras
- Desarrollo de formas efectivas de resolver problemas de computación
- Planificación y gestión de la infraestructura de tecnología de organizaciones

Este último es el tipo de trabajo para el que los nuevos programas de tecnología de la información (IT) apuntan explícitamente a educar a los estudiantes. En los Estados Unidos, las perspectivas de empleo para los científicos de la computación se dice que son excelentes, en parte a un crecimiento muy rápido en el diseño de sistemas informáticos y servicios relacionados en la industria, así como por la industria de la edición de software, que se prevé que sea una de las de mayor crecimiento en la economía estadounidense.

## Grados académicos
Un computólogo normalmente tiene un grado universitario en el área de ciencias de la computación en alguna universidad o institución acreditada, una fuerte aptitud para las matemáticas es importante para un científico de la computación. También es común que se trate de matemáticos que después continúan estudios de posgrado, ya sea una maestría o un doctorado en algún subcampo de las ciencias de la computación.